# Eduard de Portugal i d'Aragó
Eduard de Portugal (Lisboa 1515 - íd. 1540), infant de Portugal i duc de Guimarães.

## Orígens familiars
Nasqué el 7 d'octubre de 1515 sent el novè fill del rei Manuel I de Portugal i la seva segona esposa Maria d'Aragó. Per línia materna descendia dels Reis Catòlics i fou germà dels reis Joan III i Enric I.

## Núpcies i descendents
Es casà el 1537 amb Isabel de Bragança, filla de Jaume I de Bragança. D'aquesta unió nasqueren:
- la infanta Maria de Portugal (1538-1577), casada el 1565 amb Alexandre Farnesi, duc de Parma
- la infanta Caterina de Portugal (1540-1614), duquessa de Bragança, casada el 1563 amb Joan VI de Bragança, i pretendent al tron portuguès
- l'infant Eduard de Portugal (1541-1576), duc de Guimarães.

Eduard de Portugal morí el 20 de setembre de 1540 a Lisboa.